# Sukovo
Sukovo (izvirno srbsko Суково) je naselje v Srbiji, ki upravno spada pod Občino Pirot; slednja pa je del Pirotskega upravnega okraja.

## Demografija
V naselju živi 616 polnoletnih prebivalcev, pri čemer je njihova povprečna starost 46,5 let (44,9 pri moških in 48,1 pri ženskah). Naselje ima 285 gospodinjstev, pri čemer je povprečno število članov na gospodinjstvo 2,55.
To naselje je, glede na rezultate popisa iz leta 2002, večinoma srbsko.
|  |

| Demografija | Demografija     | Demografija     |
| Leto        | Št. prebivalcev | Št. prebivalcev |
| ----------- | --------------- | --------------- |
|             |                 |                 |
|             |                 |                 |
|             |                 |                 |
|             |                 |                 |
| 1948        | 1656            |                 |
| 1953        | 1565            |                 |
| 1961        | 1424            |                 |
| 1971        | 1127            |                 |
| 1981        | 1099            |                 |
| 1991        | 889             | 869             |
| 2002        | 742             | 728             |
|             |                 |                 |

| Etnična sestava po popisu iz leta 2002 | Etnična sestava po popisu iz leta 2002 | Etnična sestava po popisu iz leta 2002 | Etnična sestava po popisu iz leta 2002 | Etnična sestava po popisu iz leta 2002 |
| -------------------------------------- | -------------------------------------- | -------------------------------------- | -------------------------------------- | -------------------------------------- |
| Srbi                                   | Srbi                                   |                                        | 709                                    | 97,39%                                 |
| Jugoslovani                            | Jugoslovani                            |                                        | 4                                      | 0,54%                                  |
| Romi                                   | Romi                                   |                                        | 3                                      | 0,41%                                  |
| Bolgari                                | Bolgari                                |                                        | 3                                      | 0,41%                                  |
| Hrvati                                 | Hrvati                                 |                                        | 1                                      | 0,13%                                  |
| Neznano                                | Neznano                                |                                        | 7                                      | 0,96%                                  |